# 市尾今田古墳群
市尾今田古墳群（いちおいまだこふんぐん）は、奈良県高市郡高取町市尾にあった古墳群。現在では墳丘は失われている。

## 概要
奈良盆地南縁、越智丘陵と竜門山塊に挟まれた盆地の南側丘陵上に築造された古墳群で、円墳1基・方墳1基の2基からなった。1981年（昭和56年）に土取工事に先立つ緊急調査が実施され、その後に消滅している。
古墳2基のうち、1号墳は円墳、2号墳は方墳である。いずれも墳丘外表に埴輪を置き、埋葬施設は刳抜式木棺（割竹形木棺）の直葬である。棺内外からは、副葬品として漆塗盾・玉類・武器・甲冑などが出土している。築造時期は古墳時代中期の5世紀代と推定され、特に1号墳は甲冑の出土から武人的性格が指摘される。

## 一覧

### 1号墳
市尾今田1号墳は、標高110メートルの場所にある円墳。墳形は円形で、直径22メートル・高さ2.5メートルを測る。墳頂部には円筒埴輪を巡らし、中央に家形埴輪を置く。
埋葬施設は墳丘中央部における刳抜式木棺（または割竹形木棺）である。墓坑は南北方向を主軸として長さ6.6メートル・幅2.5メートルを測り、木棺は長さ5.5メートル・幅0.8メートルを測る。南頭位とみられ、棺内では南端から首飾りとみられるガラス玉250以上が出土している。また、南小口から三角板革綴短甲1が、北小口から三角板鋲留短甲1・小札鋲留衝角付冑1・三角板革綴短甲片・頸甲2・肩甲・鉄鏃160以上・鉄鎌・鉄斧・鉄製手斧・鐏・漆塗竪櫛2・硬玉製勾玉が、棺外東辺から漆塗盾2・コ字状縁金具が、棺上から漆塗柄付鉄槍・鉄鉾2・鉄剣・鉤状鉄器が出土している。
築造時期は、古墳時代中期の5世紀中葉頃と推定される。

### 2号墳
市尾今田2号墳は、1号墳の南辺に接して築造された方墳。墳形は方形で、一辺18メートル・高さ2メートルを測る。墳頂部縁辺と墳端には円筒埴輪・形象埴輪（家形・盾形・靫形・蓋形埴輪など）を置く。
埋葬施設は墳頂部における刳抜式木棺（または割竹形木棺）である。墓坑は南北方向を主軸として長さ6.5メートル以上・幅3.3メートルを測り、木棺は長さ5.1メートル以上・幅0.8メートルを測る。棺内からは鉄刀のみが、棺外からは石製模造品・鉄鉾・鉄鏃・漆塗盾・鐏が出土しているほか、盗掘坑内から肩甲・方形鉄板・刀剣などが出土している。
築造時期は、古墳時代中期の5世紀後半頃と推定される。

## 関連施設
- 奈良県立橿原考古学研究所附属博物館（橿原市畝傍町） - 市尾今田古墳群の出土品を保管。

## 関連文献
（記事執筆に使用していない関連文献）
- 奈良県立橿原考古学研究所 編『市尾今田古墳群』高取町教育委員会〈高取町文化財調査概報第1冊〉、1983年。

座標: 北緯34度26分20.8秒 東経135度46分17.9秒 / 北緯34.439111度 東経135.771639度